# پادشاه شنجینگ ژو
پادشاه شنجینگ از ژو (به چینی: 周慎靚王) با نام شخصی جی دینگ (به چینی: 泄定)؛ سی‌وششمین پادشاه دودمان ژو و بیستم‌وچهارمین پادشاه ژو خاوری بود. او جانشین پدرش، پادشاه شیان ژو شد و از ۳۲۰ تا ۳۱۵ پ. م سلطنت کرد. پس از مرگش، پسرش، پادشاه نان ژو به سلطنت رسید که سلطنت طولانی‌ای داشت.